# Torneo de Limoges 2018
El Open de Limoges 2018 fue un torneo de tenis profesional jugado en canchas duras bajo techo. Se trata de la 12ª edición del torneo que formó parte de la serie WTA 125s 2018, con un total de 125.000 dólares en premios. Se llevara a cabo en Limoges, Francia, el 5 hasta 11 de noviembre de 2018.

## Cabeza de serie

### Individual femenino
| Tenista               | Ranking | Preclasificada |
| Mihaela Buzărnescu    | 24      | 1              |
| Alizé Cornet          | 46      | 2              |
| Pauline Parmentier    | 54      | 3              |
| Ana Bogdan            | 71      | 4              |
| Monica Niculescu      | 77      | 5              |
| Tatjana Maria         | 78      | 6              |
| Evgeniya Rodina       | 87      | 7              |
| Ekaterina Alexandrova | 92      | 8              |

- Ranking del 29 de octubre de 2018.

### Dobles femenino
| Tenista                                | Ranking | Preclasificada |
| Mihaela Buzărnescu Monica Niculescu    | 72      | 1              |
| Timea Bacsinszky Vera Zvonareva        | 146     | 2              |
| Veronika Kudermetova Galina Voskoboeva | 150     | 3              |
| Anna Blinkova Alexandra Panova         | 189     | 4              |

## Campeonas

### Individual Femenino
Ekaterina Alexandrova venció a  Evgeniya Rodina por 6-2, 6-2

### Dobles Femenino
Veronika Kudermetova /  Galina Voskoboeva vencieron a  Timea Bacsinszky /  Vera Zvonareva por 7–5, 6–4